# دومین تهاجم ایرانیان به یونان
دومین تهاجم ایرانیان به یونان (انگلیسی: Second Persian invasion of Greece) تهاجمی است که در طول جنگ‌های ایران و یونان اتفاق افتاد و بخشی از برنامه پادشاه خشایارشا، پادشاه ایران در راستای تسخیر تمامی خاک یونان بود، این حمله، تهاجمی مستقیم و البته با تأخیر بود و پاسخی به شکست اول حمله اول ایرانیان به یونان در سال‌های ۴۹۰ تا ۴۹۲ شمرده می‌شد، حمله اول که با شکست ماراتون همراه بود تلاش داریوش بزرگ هخامنشی برای به انقیاد درآوردن یونان بود، پس از مرگ داریوش، فرزندش، خشایارشا، چند سال را صرف برنامه‌ریزی برای حمله دوم نمود، پس از تجمیع ارتشی عظیم و نیروی دریایی، آتنی‌ها و اسپارتها اقدام به مقاومت نمودند.
از آنجایی که این تهاجم، یک تهاجم همه‌جانبه و وسیع بود نیازمند برنامه‌ریزی طولانی‌مدت از دیدگاه ذخیره آذوقه و همچنین سربازگیری بود. تصمیم گرفته شد تا پل‌هایی موقت برای گذر ارتش عظیم ایران از داردانل به اروپا (تراکیه) ساخته شود که در تاریخ تحت عنوان پل‌های موقت خشایارشا شناخته می‌شوند. همچنین تصمیم گرفته شد تا کانال مشهور به کانال خشایارشا در سراسر تنگه کوه آتوس حفر گردد (این همان منطقه‌ای است که ناوگان دریایی ایرانیان در ۴۹۲ قبل از میلاد منهدم شد). با همهٔ این احوال، این دو پروژهٔ مهندسی منحصربفرد و استراتژیک، یک جاه‌طلبی بزرگ و استثنایی در عملیات لشکرکشی تا آن روزگار بود.
هرودوت دومین حمله خشایارشاه به یونان را به فال بد گرفت و نتیجه حامله شدن یک قاطر توصیف کرد.

## نگارخانه

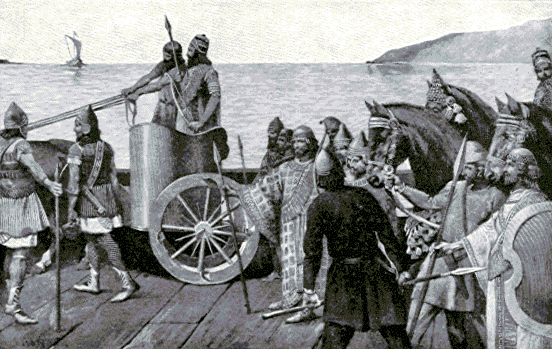
عبور نیروی دریایی عظیم خشایارشا از هلسپونت
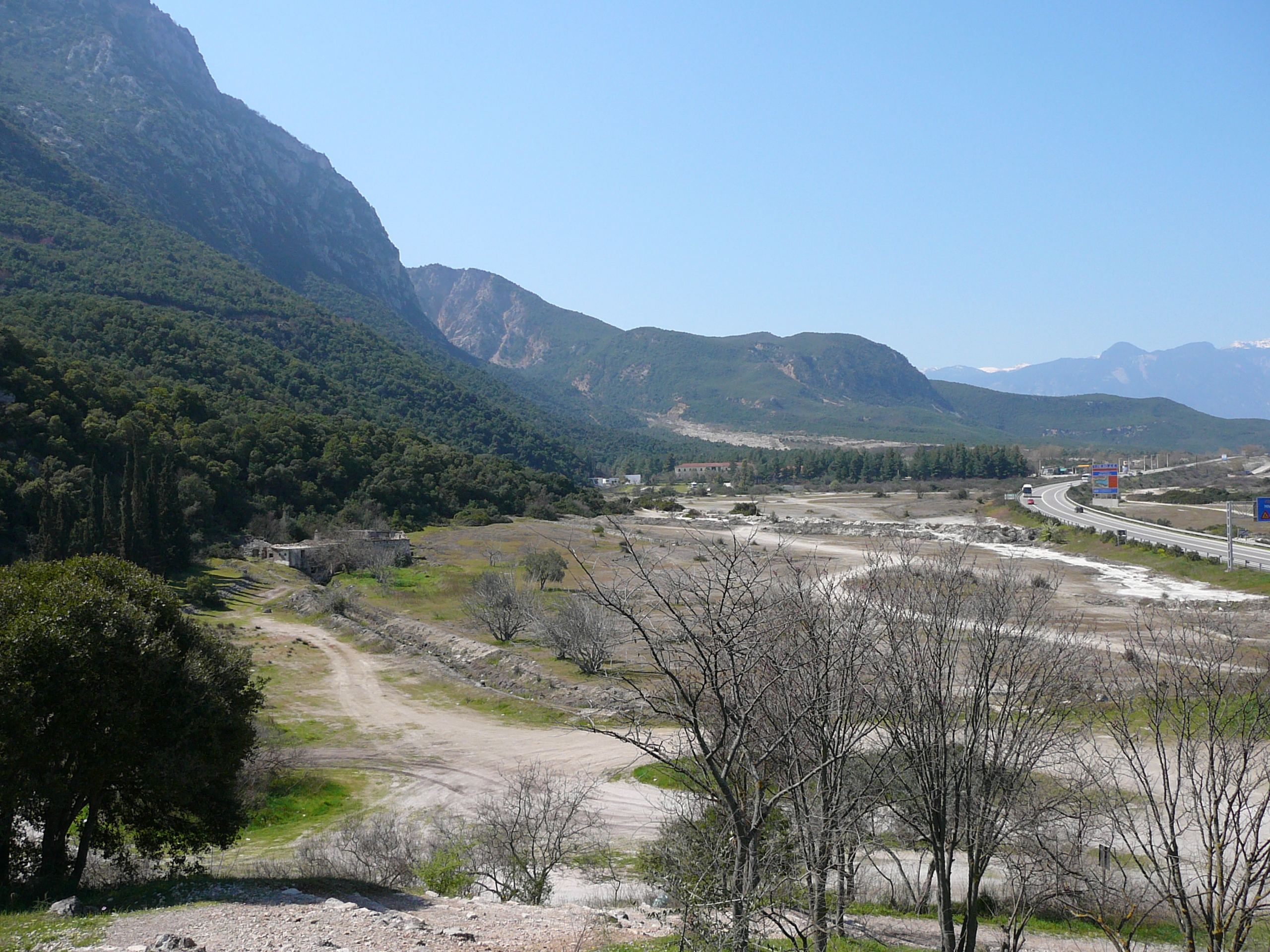
تنگه ترموپیل
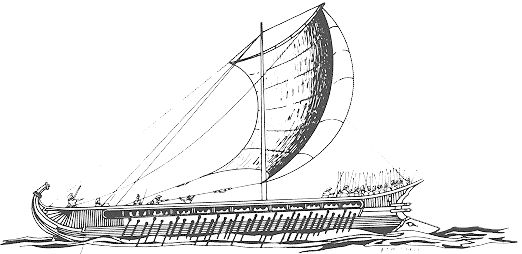
ترای‌ریمس
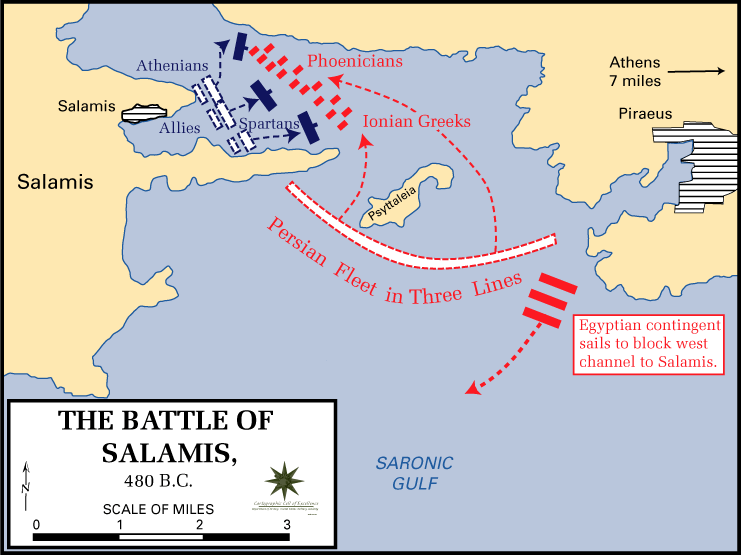
نبرد سالامیس
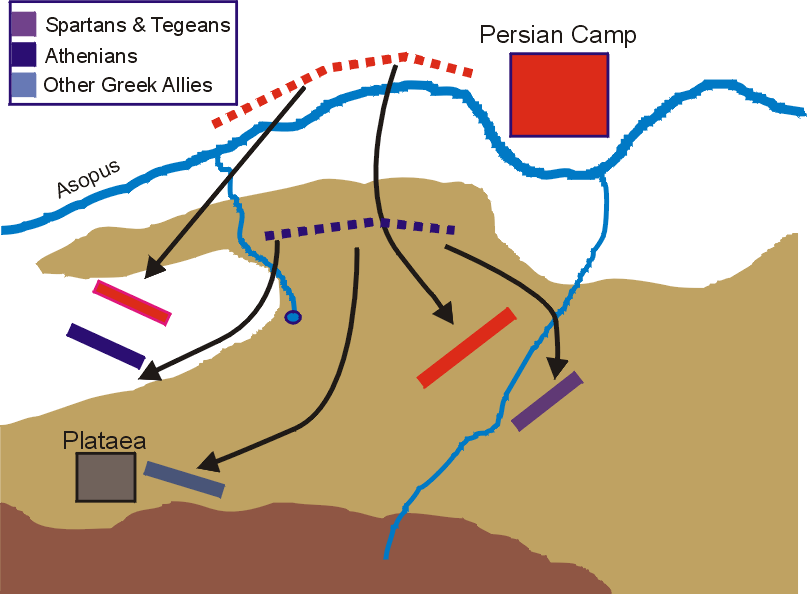
نبرد پلاته
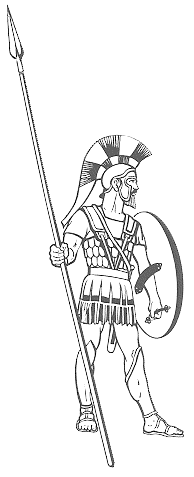
سرباز هوپلیت
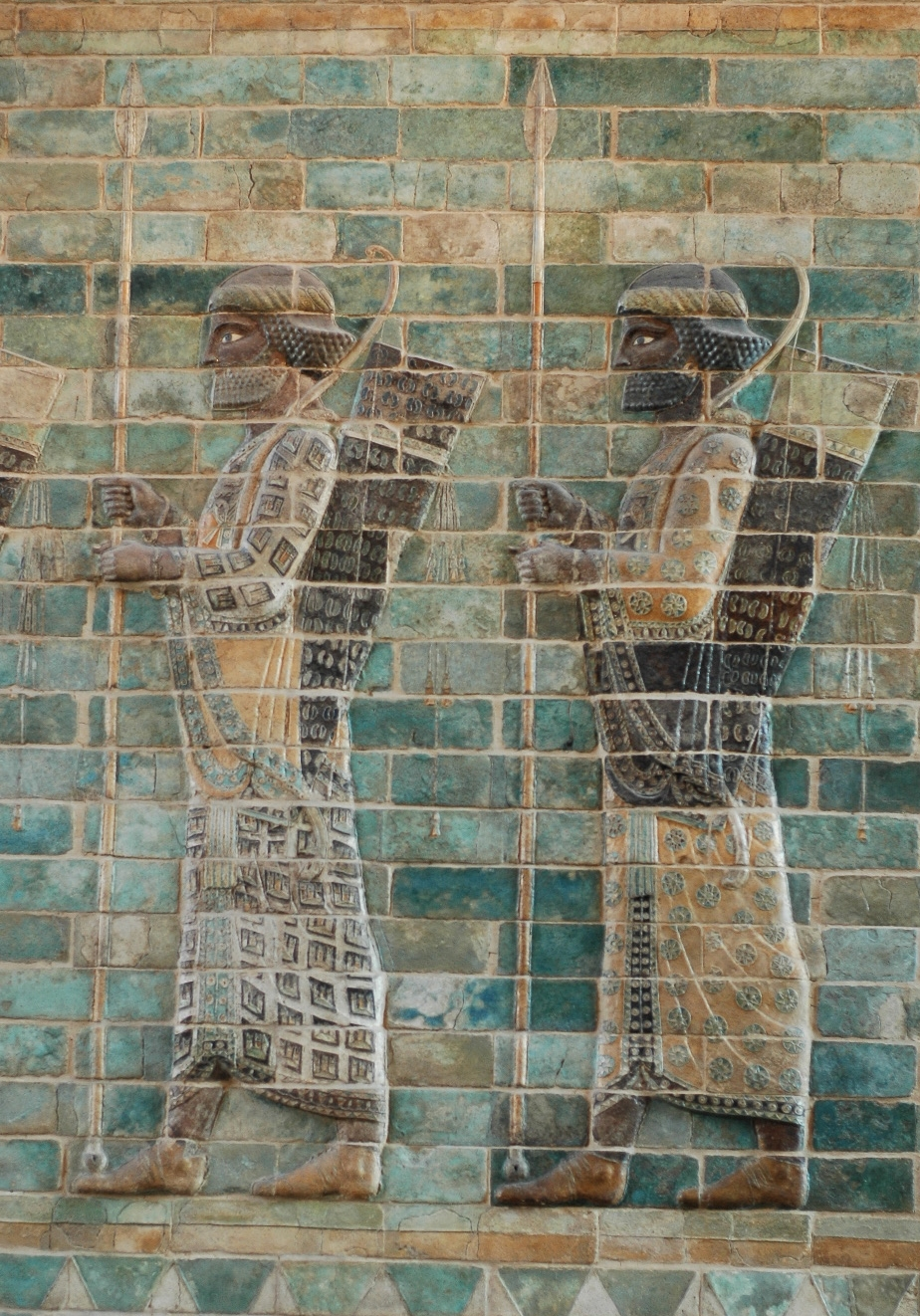
سربازان کماندار پارسی از موزه لور
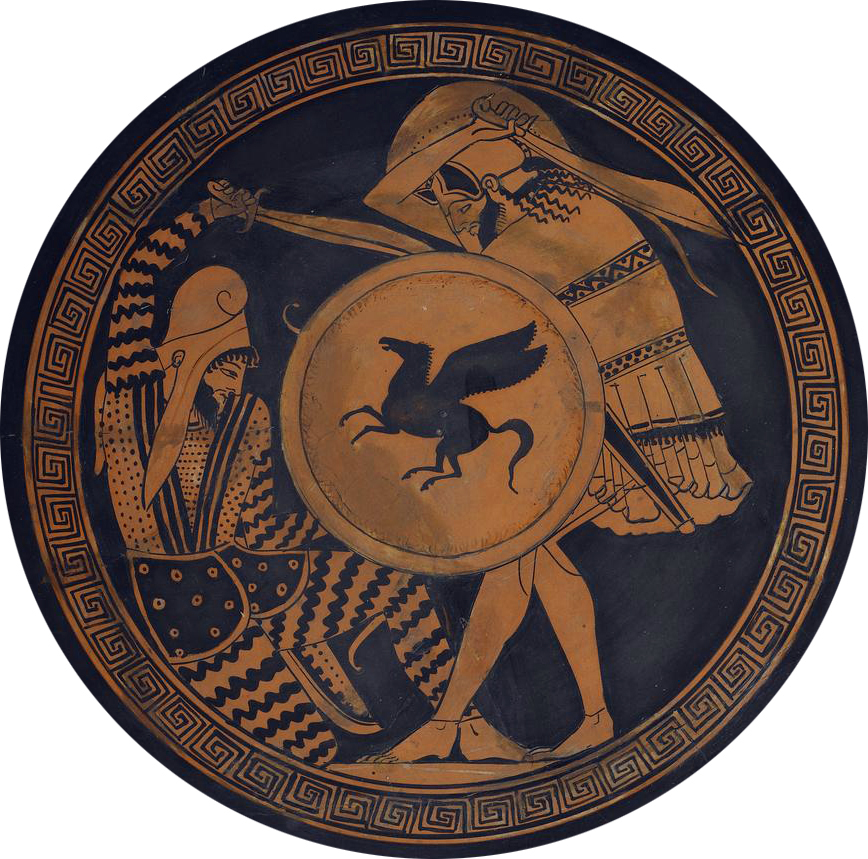
تقابل ایرانیان و یونانیان